# Ilka Chase
IIka Chase (ur. 8 kwietnia 1900 w Nowym Jorku, zm. 15 lutego 1978 w Meksyku) – amerykańska aktorka i pisarka. Wyróżniona dwoma gwiazdami na Hollywoodzkiej Alei Gwiazd. Jako aktorka teatralna wielokrotnie występowała na Broadwayu, debiutując w 1924 w sztuce The Red Falcon.

## Życiorys
Ilka Chase urodziła się 8 kwietnia 1900 roku w Nowym Jorku. Była córką Francisa Dane’a Chase’a oraz Edny Woolman Chase. Matka kobiety była redaktorką naczelną czasopisma modowego „Vogue”. Rodzice zadbali o jej edukację, wysyłając ją do szkół klasztornych, a także szkół z internatem w Stanach Zjednoczonych, Wielkiej Brytanii i Francji.
Na scenie zadebiutowała w 1924 roku na Broadwayu w sztuce The Red Falcon grając pokojówkę, siostrę Francescę. Kilka lat później zaczęła grać w filmach oraz serialach.
Oprócz kariery aktorskiej znana jest także ze swojego dorobku literackiego m.in. powieści In Bed We Cry, która ukazała się w 1943 roku. Została ona następnie zainscenizowana, a Chase zagrała główną rolę.
Ilka Chase miała trzech mężów. Pierwszym z nich był aktor Louis Calhern, jednak małżeństwo przetrwało niecały rok. Kolejnym partnerem był producent radiowy William B. Murray, którego poślubiła w 1930 roku. Para rozwiodła się 11 lat później w 1944 roku. W 1945 roku Chase wzięła ślub z lekarzem Nortonem Sagerem Brownem. Małżeństwo trwało 34 lata, aż do śmierci kobiety w 1978 roku.

## Filmografia (wybrana)
Opracowano na podstawie źródeł.
Seriale TV
- 1952-1958: Kraft Television Theatre
- 1952: Pulitzer Prize Playhouse
- 1956: Playhouse 90 jako Louise
- 1962: Checkmate jako Mary Milburn Reed
- 1963: The Patty Duke Show jako ciocia Pauline
- 1965-1966: The Trials of O’Brien jako Margaret
- 1972: Cool Million jako Victoria Chambers

Filmy
- 1929:
  - South Sea Rose jako pokojówka
  - The Careless Age jako Bunty
  - The Rich People jako Margery Mears
- 1930:
  - Fast and Loose jako Millie Montgomery
  - The Florodora Girl jako Fanny
  - The Big Party
  - On Your Back jako Dixie Mason
  - Her Golden Calf jako aktorka komediowa
- 1931:
  - The Gay Diplomat jako Madame Blinis
  - Once a Sinner jako Kitty King
- 1932: Królestwo zwierząt jako Grace
- 1936: Soak the Rich jako pani Mabel Craig
- 1939: Stronger Than Desire jako Jo Brennan
- 1942: Trzy kamelie jako Lisa Vale
- 1943: Nie czas na miłość jako Hoppy Grant
- 1948: Miss Tatlock’s Millions jako Cassie Van Alen
- 1954:
  - To może się zdarzyć każdemu jako gość panelu
  - Johnny Dark jako Abbie Binns
- 1955: Wielki nóż jako Patty Benedict
- 1957: Kopciuszek jako Macocha
- 1960: Ryzykowna gra jako pani Restes